# Fára József
Fára József (Gyulafehérvár, 1884. december 2. – Budapest, 1958. július 12.) tanár, történész, levéltáros.

## Életpályája
Apja Gyulafehérváron dolgozott, de József születése után saját szülőfalujába, a közeli Borbándra költözött a család, ahol a fiú a gyerekkorát töltötte és az elemi iskolát is ott végezte. 1894-ben kezdte meg középiskolai tanulmányait a Gyulafehérvári Római Katolikus Főgimnáziumban, ahol 1902-ben érettségi vizsgát tett.
Felsőfokú tanulmányait a Gyulafehérvári Püspöki Papnevelő Intézetben kezdte el 1903. szeptember 1-jén, azonban 1904. január 5-én kilépett a teológiáról. 1904. január 18-án beiratkozott a Kolozsvári Magyar Királyi Ferenc József Tudományegyetem Bölcsészeti-, nyelv- és történettudományi Karára, a történelem-földrajz szak I. évfolyam II. félévére. Tanulmányai befejeztével 1908. június 26-án állították ki abszolutóriumát, vagyis végbizonyítványát.
1914. július 7-én a Magyar (Királyi) Országos Levéltárban letette a vármegyei és városi köztörvényhatósági fő- és allevéltárnoki képesítést. Zala vármegye főispánja 1917. március 1-jén kelt levelében értesítette Fára Józsefet arról, hogy a vármegye levéltárosává nevezte ki. Ezt a levelet a Sopron megyei Fülesre kézbesítették, ahol ekkor nevelőtanárként szolgált a gróf Zichy-Meskó családnál. A törzskönyvi lapja alapján a Zala vármegye levéltárnoki hivatali esküjét 1917. március 15-én tette le, a jegyzőkönyv szerint pedig április 12-én vette át hivatalát Kolbenschlag Béla vármegyei főjegyzőtől.
Tudományos fokozatát 1926-ban szerezte meg a pécsi m. kir. Erzsébet Tudományegyetemen, amelynek jogutódja a Pécsi Tudományegyetem.
1938 után Pest vármegye főlevéltárosa volt. 1948–1953 között a Levéltárak Országos Központjának tudományos munkatársaként dolgozott.

### Munkássága
Zala vármegye történetének sok ismeretlen részletét találta meg és dolgozta fel. Szakmunkát írt a zalai levéltárról, foglalkozott a balatoni várakkal, a megyeszékhely történetével, Zalaegerszeg városával, a Balatonfüredi Színház történetével és sok más történeti, valamint kulturális témával. Írásai szakfolyóiratokban és a Zala megyei Újságban jelentek meg. Kezdeményezője volt a Göcsej-kutatásnak; gyűjteményével lerakta alapjait a zalaegerszegi Göcseji Múzeumnak. Vezető szerepe volt a tihanyi népművészeti ház berendezésében is. Részt vett a magyar parasztság történetének kutatásában, a parasztvármegye történetével foglalkozva.
Temetése a Farkasréti temetőben volt. Sírhelyét felszámoltak.

## Családja
Szülei Fára György és Timisán Mária voltak. A családban összesen nyolc gyermek született, elsőként József. 1920-ban, Fülesden házasságot kötött Mersits Johannával. Öt gyermekük született: Magda, Éva, Janka, József és Zsófi.

## Művei
- A balatonfüredi színház megalapítása és működésének első évtizedei (Zalaegerszeg, 1925)
- Zalaegerszeg és a Göcsej részletes kalauza (Budapest, 1934)
- Zala vármegye levéltára (Budapest, 1937)
- Muraköz történetének rövid foglalata (Szombathely, 1942)